# Orthetrum migratum
Orthetrum migratum – gatunek ważki z rodziny ważkowatych (Libellulidae).